# گروه رزمی
گروه رزمی (انگلیسی: Battlegroup) یا گروه ویژه در نظریه نظامی مدرن، واحد اساسی تشکیل دهنده یگان رزمی نیروی زمینی است. یک گروه رزمی حول یک گردان پیاده‌نظام یا هنگ زرهی تشکیل می‌شود که معمولاً توسط یک سرهنگ دوم فرماندهی می‌شود. گردان یا هنگ همچنین عنصر فرماندهی و ستاد یک گروه رزمی را فراهم می‌کند که با ترکیبی مناسب از تجهیزات زره‌پوش، پیاده‌نظام و پرسنل پشتیبانی و سلاح‌های مربوط به وظیفه‌ای که از آن انتظار می‌رود انجام شود، تکمیل می‌گردد.
سازماندهی یک گروه رزمی انعطاف‌پذیر است و می‌تواند به سرعت برای مقابله با هرگونه تغییر وضعیت بازسازی شود. یک گروه رزمی تهاجمی ممکن است حول یک هنگ زرهی با دو اسکادران تانک اصلی جنگی که توسط یک گروهان پیاده‌نظام پشتیبانی می‌شوند، ساختار یابد. برعکس، یک گروه رزمی دفاعی‌تر ممکن است حول یک گردان پیاده‌نظام با دو گروهان و یک گردان زرهی ساختار یابد. در پشتیبانی، یک گروه شناسایی، یک گروه پدافند هوایی سطح پایین، یک بخش ضد تانک، یک گروه مهندسی و پشتیبانی توپخانه وجود خواهد داشت.
گروه‌های رزمی اغلب به چند گروهان (که در ارتش ایالات متحده «تیم» نامیده می‌شوند) تقسیم می‌شوند که شامل یک گروهان پیاده‌نظام با پشتیبانی یک گروهان تانک و واحدهای پشتیبانی مختلف دیگر است.